# Psimada javanna
Psimada javanna är en fjärilsart som beskrevs av Felder 1874. Psimada javanna ingår i släktet Psimada och familjen nattflyn. Inga underarter finns listade.